# Dahomey
Vương quốc Dahomey (/dəˈhoʊmi/) là một vương quốc Tây Phi nằm trong lãnh thổ của nước Bénin ngày nay, tồn tại từ khoảng năm 1600 đến 1904. Vương quốc này phát triển trên cao nguyên Abomey, nơi sinh sống của người Fon vào đầu thế kỷ 17, và trở thành một thế lực khu vực vào thế kỷ 18 khi mở rộng về phía nam để chinh phục các thành phố quan trọng như Whydah, thuộc Vương quốc Whydah ven bờ Đại Tây Dương. Sự chiếm đóng này mang lại cho Dahomey quyền tiếp cận không bị cản trở với thị trường buôn bán nô lệ xuyên Đại Tây Dương.
Trong phần lớn thế kỷ 19, Vương quốc Dahomey trở thành một cường quốc khu vực sau khi chấm dứt tình trạng phụ thuộc đối với Đế chế Oyo. Các du khách châu Âu đã ghi chép rộng rãi về vương quốc này, biến Dahomey thành một trong những quốc gia châu Phi quen thuộc nhất đối với người châu Âu. Dahomey là một cường quốc có tầm quan trọng khu vực, với nền kinh tế nội địa được xây dựng trên cơ sở chinh phục và lao động nô lệ, thương mại quốc tế mạnh mẽ và quan hệ ngoại giao với người châu Âu, hệ thống hành chính trung ương và thuế khóa được tổ chức tốt, cũng như lực lượng quân đội mạnh mẽ. Vương quốc này cũng nổi bật với các tác phẩm nghệ thuật đặc sắc, một đơn vị quân đội toàn nữ được người châu Âu gọi là Dahomey Amazons, và các nghi lễ tôn giáo Vodun phức tạp.
Sự phát triển của Dahomey trùng hợp với sự bùng nổ của buôn bán nô lệ xuyên Đại Tây Dương, và nó được người châu Âu biết đến như là một trong những nguồn cung cấp nô lệ chính. Xã hội Dahomey mang tính quân sự hóa cao, luôn trong tình trạng chuẩn bị chiến tranh; họ thường xuyên tiến hành các cuộc chiến và đột kích các quốc gia lân cận để bắt tù nhân bán vào thị trường nô lệ, đổi lấy các hàng hóa của châu Âu như súng, thuốc súng, vải, vỏ sò cowrie, thuốc lá, ống điếu và rượu. Một số tù nhân khác bị biến thành nô lệ trong Dahomey, làm việc trên các đồn điền hoàng gia hoặc bị hiến tế trong các nghi lễ tôn giáo hàng năm được gọi là "Lễ hội thường niên của Dahomey" (Annual Customs of Dahomey). Lễ hội này bao gồm việc thu thập và phân phát quà tặng và cống phẩm, các nghi lễ Vodun, diễu hành quân sự và thảo luận giữa các chức sắc về tương lai của vương quốc.
Vào những năm 1840, Dahomey bắt đầu suy yếu do áp lực từ Anh Quốc yêu cầu chấm dứt buôn bán nô lệ. Hải quân Hoàng gia Anh đã thiết lập một cuộc phong tỏa trên biển và tuần tra chống buôn bán nô lệ gần bờ biển Dahomey. Vương quốc này cũng chịu thất bại khi không thể xâm chiếm và bắt nô lệ tại Abeokuta, một thành bang Yoruba được thành lập bởi các cư dân của Đế chế Oyo di cư xuống phía nam. Sau đó, Dahomey bắt đầu gặp các tranh chấp lãnh thổ với Pháp, dẫn đến cuộc chiến vào năm 1890, và một phần vương quốc trở thành vùng bảo hộ của Pháp. Vương quốc chính thức sụp đổ bốn năm sau, khi vua cuối cùng, Béhanzin, bị lật đổ và đất nước bị sáp nhập vào Tây Phi thuộc Pháp.
Dahomey thuộc Pháp giành độc lập vào năm 1960 với tên gọi Cộng hòa Dahomey, sau đó đổi tên thành Bénin vào năm 1975.

## Các quốc vương Dahomey
| Quốc vương             | Bắt đầu trị vì | Kết thúc trị vì |
| ---------------------- | -------------- | --------------- |
| Do-Aklin (Ganyihessou) | ≈1600          | 1620            |
| Dakodonou              | 1620           | 1645            |
| Houégbadja             | 1645           | 1680            |
| Akaba                  | 1680           | 1708            |
| Agaja                  | 1708           | 1740            |
| Tegbessou (Tegbesu)    | 1740           | 1774            |
| Kpengla                | 1774           | 1789            |
| Agonglo                | 1790           | 1797            |
| Adandozan              | 1797           | 1818            |
| Guézo (Ghézo/Gezo)     | 1818           | 1858            |
| Glèlè                  | 1858           | 1889            |
| Gbehanzin              | 1889           | 1894            |
| Agoli-agbo             | 1894           | 1900            |